# منتخب روسيا لكرة الطائرة
منتخب روسیا لكرة الطائرة هو ممثل روسيا الرسمي في رياضة كرة الطائرة.